# Roberto Diringuer
Roberto Diringuer (18 de septiembre de 1953, Santa Lucía) es un cantante, intérprete, guitarrista, director, docente y compositor folklorista uruguayo, el cual cuenta con más de 40 años de carrera artística, conocido tanto como cantante solista, como por formar parte de la importante banda floridense, Cantares 4. Se destaca por su amplio rango vocal (en la cuerda de tenor), una excelente capacidad como arreglista vocal, y su versatilidad en la guitarra, tanto en ritmos folklóricos autóctonos, como en la incursión de la música popular latinoamericana.

## Comienzos artísticos
En 1969 ingresa al Grupo de danzas Folklóricas MBURUCUYA, dirigido por el Prof. Aníbal, Soba Flaquer de la ciudad de Florida. En una de las actuaciones debuta como cantor. Fue en la escuela N.º 105 Rural de Costas de Arias en setiembre de ese año. Se presentaba con “La galponera” de Osiris Rodríguez Castillos.
En 1970, y con 16 años, ingresa al Instituto Normal de Florida. Había llegado a Florida el costumbrista argentino Alberto Baretta, que estaba recorriendo el país de a caballo. Durante su estadía de más de dos meses, le frecuentó casi diariamente, nutriéndose de gran número de canciones y ritmos latinoamericanos.
En ese período continúa con la guitarra y decide estudiar con el prof. Roberto Fassani, integrante del Grupo Los Carreteros. También en esa época fue eclosión de una corriente de intérpretes y cantores en el Uruguay: Alfredo Zitarrosa, Los Olimareños, Daniel Viglietti, José Carbajal, Numa Moraes, Marcos Velázquez, Eustaquio Sosa y anteriores a ellos, Aníbal Sampayo, Anselmo Grau, Amalia de la Vega, Osiris Rodríguez Castillos, Roberto Rodríguez Luna, entre otros. Junto a los payadores Carlos Molina, Luis Alberto Martínez, Abel Soria, Clodomiro Pérez, Aramís Arellano, Eduardo Moreno, Héctor Umpiérrez, etc.

## Carrera profesional
Comienza su contacto con la bohemia nocturna de su pueblo, actuando en vinerías y bares. Realiza también presentaciones en beneficios de escuelas rurales, carreras y fiestas criollas.
En 1971 y en un acto político en Florida, comparte el escenario con Alfredo Zitarrosa. Es el primer contacto con una de las figuras preponderantes del momento. En 1973 concurre como participante al Primer Festival “Todo el Uruguay Canta en Durazno”. En este evento logra empatía con Osiris Rodríguez Castillos y con Santiago Chalar. Con este último, tiempo después, comparte escenarios, además de largas charlas.
En 1974 recibe su título de Maestro de 1.er Grado.
En 1976, junto a otros amigos cantores, crea el Grupo Vocal Cantares 4, con el que comparte la mayor parte de su vida artística. Con dicho Grupo, realiza cinco trabajos discográficos.
Sin embargo continuó realizando actuaciones como solista por todo el país y fuera de fronteras.
Actúa reiteradas veces en Entre Ríos, donde participa en varios escenarios junto a Aníbal Sampayo, al que lo une una gran amistad. También realiza actuaciones en Corrientes, Córdoba, Cosquín (junto a Cantares 4), Río Grande del Sur, Asunción y Buenos Aires.
En 1998 viaja a Estados Unidos, presentándose como solista en los Estados de Florida, Nueva York, Washington, Nueva Jersey, Massachusetts, Connecticut, Georgia. En la Universidad de Florida, desarrolla un ciclo de conferencias sobre el Folklore Rioplatense auspiciado por un grupo de artistas de habla hispana.
Ha creado y dirigido diferentes programas radiales, todos enfocados a la promoción y difusión del canto de cuño campesino.

## Discografía
Como solista grabó dos trabajos: “Pájaros en el aire” Nueva Voz 2006, “Mi Huella” Orión 2009. En ambos incluyó temas de su autoría. Junto al grupo Cantares 4, grabó: “Noche guitarra y soledad” Sondor 1978, “Nuestro canto en Navidad” Orfeo 1982 (Disco compartido con Lágrima Ríos, Cacho Labandera, Santiago Chalar, Carlos Benavídes, Carlos María Fossati, sobre composiciones del poeta José Enrique Rimbaud), “Al llamado de la voz” Orfeo 1982, “Cantares 4” – El Estudio. 1991,“Tanta vida en 4 Voces” Orión 2008.

## Resumen y actualidad
Su casa en Florida ha sido lugar de reunión de poetas y cantores: Pablo Estramín, Washington Carrasco y Cristina Fernández, Los Zucará, Abel Soria, Los Orilleros etc. con los que comparte muchos escenarios en todo el país.
En la actualidad recorre distintos Centros Docentes difundiendo un proyecto que denominó “Nuestra identidad” basado en escuchar el paisaje sonoro a través del conocimiento de poetas e intérpretes Uruguayos de todos los tiempos, desde Bartolomé Hidalgo a nuestros días.